# Ралф Сантола
Ралф Сантола (роден на 8 декември 1966, починал на 6 юни 2018 г.) е американски музикант, китарист. Свирил е в много групи, най-известните от които са Obituary, Death и Deicide. Ралф е горд от италианския си произход и на китарите му Jackson и Ibanez е изрисуван италианския флаг.

## Биография
Сантола е католик, поради което е противоречиво сред феновете на Deicide, които са анти-християнско настроени. Много от тях са изненадани, че фронтменът Глен Бентън го взима в групата. На 24 май 2007 г. напуска Deicide, получавайки смъртни заплахи, заради религиозните си предпочитания. Obituary кани Сантола да участва в записите на Xecutioner's Return и Left to Die. Там остава до 2010 г., след което се завръща в Deicide, но отново скоро напуска. Сантола също така дава уроци по китара в Тампа. През 2013 г. се присъединява към траш метъл групата Toxik.
На 31 май 2018 г. се съобщава, че Сантола е претърпял инфаркт и е изпаднал в кома. Не идва в съзнание и животоподдържащите му системи са изключени на 5 юни 2018 г. Органите му са дарени по негово желание.

## Дискография

### Millenium
- Millenium (1997)
- Angelfire (1999)
- Hourglass (2000)
- Jericho (2004)

### Iced Earth
- The Glorious Burden (2004)

### Deicide
- The Stench of Redemption (2006)
- Till Death Do Us Part (2008)
- To Hell with God (2011)

### Obituary
- Xecutioner's Return (2007)
- Left to Die (2008)
- Darkest Day (2009)

### Gary Hughes
- Precious Ones (1998)

### Соло
- Shaolin Monks in the Temple of Metal (2002)
- Requiem for Hope (2007)